# Jennifer Wenth
Jennifer Wenth (* 24. Juli 1991 in Wien) ist eine ehemalige österreichische Mittel- und Langstreckenläuferin. Sie ist vielfache österreichische Meisterin und Olympionikin (2016).

## Werdegang
Im Juli 2011 startete sie bei den Halleneuropameisterschaften in Paris über 1500 Meter und schied im Vorlauf aus.
Im Mai 2013 konnte sie in Wien den Steffl-Turmlauf gewinnen. Sie brauchte 1:53,70 min für die 343 Stufen und 67 Höhenmeter im engen Südturm des Wiener Stephansdoms.
2014 wurde sie bei den Europameisterschaften in Zürich Elfte im 5000-Meter-Lauf und belegte bei den Crosslauf-Europameisterschaften in Samokow den 18. Platz.
Wenth schaffte im Februar 2015 beim Hallenmeeting „XL-Galan“ in Stockholm 15:43,88 min über die 5000 Meter, damit die zweitschnellste Zeit einer Europäerin in der aktuellen Saison und zugleich die erste ÖLV-Hallenrekordhalterin im 5000-Meter-Lauf. Zwei Tage später wurde sie in Linz Staatsmeisterin 3000 Meter in 9:17,16 min.
2015 wurde sie bei den Halleneuropameisterschaften in Prag Neunte über 3000 Meter und kam bei den Weltmeisterschaften in Peking über 5000 Meter auf den 15. Platz. Beim Frauenlauf im Wiener Prater wurde sie im Mai nach 15:45,5 min Dritte im 5-Kilometer-Bewerb.
Sie wurde fünfmal Österreichische Meisterin über 1500 Meter, zweimal im Crosslauf und je einmal über 800 Meter, über 5000 Meter, über 10.000 Meter sowie im Halbmarathon. In der Halle holte sie fünfmal über 1500 Meter, dreimal über 3000 Meter und einmal über 800 Meter den nationalen Titel.
Bei den Olympischen Spielen im August 2016 in Rio de Janeiro qualifizierte sich Jennifer Wenth im 5000-Meter-Lauf der Frauen für das Finale und belegte dort den 16. Rang.
Am 26. Februar 2018 erklärte die damals 26-Jährige in den sozialen Medien ihre aktive Karriere nach zwölf Jahren aufgrund von anhaltenden gesundheitlichen Problemen für beendet.

### Privates
Jennifer Wenth besuchte das BORG Wiener Neustadt.
Sie war mit dem Leichtathleten Christoph Sander (* 1988) liiert.

## Persönliche Bestzeiten
- 800 m: 2:06,64 min, 30. August 2011, Wien
  - Halle: 2:07,23 min, 16. Februar 2010, Wien
- 1000 m: 2:38,18 min, 5. Juli 2011, Wien
- 1500 m: 4:11,07 min, 30. Juli 2011, Gent
  - Halle: 4:16,25 min, 13. Februar 2011, Gent
- 3000 m: 9:01,9 min, 19. Juni 2010, Belgrad
  - Halle: 8:59,84 min, 7. März 2015, Prag
- 5000 m: 15:16,12 min, 18. Juli 2015, Heusden-Zolder
  - Halle: 15:43,88 min, 19. Februar 2015, Stockholm (österreichischer Rekord)
- 10.000 m: 33:54,61 min, 1. Mai 2015, Wien (gemischtes Rennen)
- Halbmarathon: 1:14:44 h, 5. Oktober 2014, Salzburg

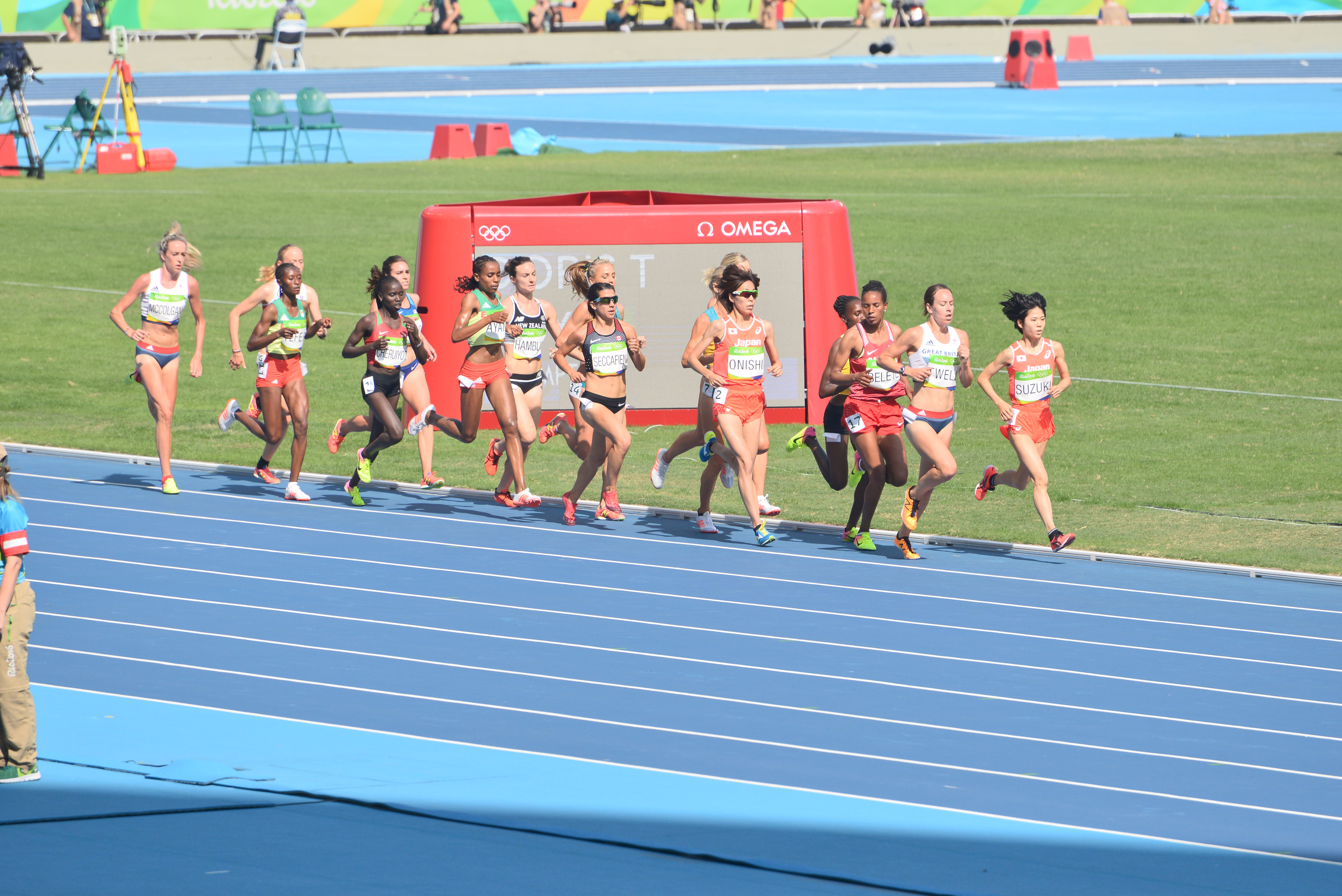
Jennifer Wenth im 5000-Meter-Lauf der Frauen bei den Olympischen Sommerspielen 2016